# Церковь Воздвижения Креста Господня (Нарев)
Церковь Воздвижения Креста — православная приходская церковь в Нареве, принадлежащая Наревскому деканату Варшавско-Бельской епархии Польской православной церкви.

## Первые упоминания
Православная церковь в Нареве основана в начале XVI века. Согласно привилегии с 1529 года в городе уже была арка приходского праздника Святого Воздвижения Креста Господня, а согласно Путеводителю по Белостокскому воеводству (1937 года) разрешение на строительство церкви было выдано в 1510 году.
Сохранившиеся источники не дают чёткого описания человека, который основал церковь. Однако фактом является то, что в 1518 году литовско-(мало)русский князь Иван Михайлович Вишневецкий получил от своей жены Афанасии Олизаревичевны поместье Наревка у реки Нарев. Другие источники датируются 1540 и 1560 годами. Согласно легенде, записанной в приходской хронике 1900 года, князь Иван Вишневецкий, отправляясь из Варшавы в Вильнюс, увидел икону святого Антония Печерского и решил построить часовню в его честь:

… князь Иван Вишневецкий сплавлялся по Нареву и увидел в шалаше плотогонов лампадку, установленную перед иконой святого Антония. Он предложил местным жителям построить часовню и перенести в неё святыню. Князь выдал им небольшую сумму денег, пообещав возместить остальные расходы на обратном пути. Когда Иван Вишневецкий вновь проезжал через Нарев, то увидел не маленькую часовенку, а большой храм. Но своё обещание сдержал, покрыв траты прихожан.

Другие легенды рассказывают о присутствии на реке Нарев монахов из Киева, которые в XV веке должны были достичь этой местности с иконой святого Антония Печерского. Культ Антония всё ещё жив в Наревском приходе, и день поминовения монаха наряду с престольным праздником является самым важным, отмечаемым в церкви.
В начале XVI века также был основан Наревский монастырь в Наревском лесу (от которого и дано название). Несмотря на отсутствие документов, основателям и строителям монастыря эти добры (земли) передавались в 1525, 1529 и 1574 годах. В 1525 году воевода виленский Альбрехт Гаштольд засвидетельствовал отделение маршалком господарским Александром Ходкевичем части своей земли от Заблудовского леса «на милю вдоль и полмили поперёк» (районы вдоль реки Ольшанка, правого притока реки Нарев, и городское село Одрынка). Эти добры не передавались в 1529 году городу Нарев, а землёй в миру владела старая знать (бояре).
В завещании Фёдора Масальского (некоторые сомневаются в его подлинности), составленного 8 июня 1574 года от имени Наревского монастыря, оседлых земель и различных владений, записано: «Церковь Вознесения Господа Бога и Спаса нашего Иисуса Христа есмь назвал и построил на монастырский иночешский закон, нашего Древнегреческого… Выделил земли двенадцать волоков, а для пашни монастырского гумна три волока».
Наревский храм, вероятно, принадлежал Бельскому деканату Влодзимеж-Брестской епархии. О его оборудовании нет информации, так как первое описание церкви относится только к 1727 году.

## В униатстве
Не позднее 1596 года церковь Воздвижения Креста Господня приняла Брестскую церковную унию, присоединившись к униатской церкви.
Первое исследование церкви Воздвижения Креста Господня сохранилось в описании 1727 года: «Старая деревянная церковь c названием „Вознесение креста Господня“ под черепичной крышей с одним куполом нуждается в ремонте». Колокольня, примыкавшая к церкви, угрожала обрушиться. В униатский период его оборудование подвергалось постепенной и существенной латинизации. Этот процесс активизировался после Замойского собора, который однозначно постановил установить в униатских храмах органы, исповедальни (конфессионалы) и боковые алтари. В то же время в Наревской церкви сохранились элементы более старого оборудования православного храма. В документах 1727 года было указано, что в здании было восемь больших икон, четыре из которых были названы «московскими», что говорит о православном происхождении. В церкви ещё оставался иконостас с Царскими вратами и одной дверью на северной стороне. Иконостас был двухрядным, в нижнем ряду было шесть изображений. В алтарной части находился алтарь с «очень старым» изображением Бога-Отца и жертвенник с иконой Христа Спасителя. Второй алтарь с изображением Пресвятой Девы Марии находился при входе. Церковь была оснащена дароносицей, патентой, двумя крестами для благословения и крестом для процессий. В здании хранились литургические и религиозные книги, в том числе печатным «Kazusy Zamojskie» (сборником рекомендаций Замойского собора 1720 года).
Приход состоял из города Нарев и деревень: Тыневиче, Дорохатынка, Качаты, Лопочовка, Котловка, Крживец, Макувка, Одрынки, Ракозы, Рей, […] Антуи, Иванки, Городники, Кашевиче (Саки).
На кладбище по улице Бельской с конца XVIII века также существовала православная церковь (часовня), во время расширения который была обнаружена надпись, свидетельствующая, что она была перенесена в 1784 году из Чижей.
В 1786 году Наревский монастырь был частью Виленской архимандрии и находился под юрисдикцией монастыря Святого Духа в Вильнюсе. В XVII-XVIII веках монастырь с Бельской церковью были единственными институтами благочестия для людей, которые выстояли перед напором «новой латинской веры», и где приходилось прятаться монахам, чтобы не принять союз, когда близлежащие православные церкви стали униатскими.
Во второй половине XVIII века в Нареве была построена новая униатская православная церковь. Это была односекционная конструкция шестиугольником, трёхсторонняя, покрытая черепицей. Отчёты о посещениях за 1811 и 1818 года описывают чрезвычайно латинизированную внутреннюю часть храма. В нём была «музыкальная шкатулка с пятью голосами», которая исполняла роль органов. В пресвитерии находился большой главный алтарь с изображением скорбящей Богоматери в серебряной короне и с серебряным поясом, с лучами и мечом из того же материала, в медном платье. Это изображение было покрыто вторым изображением, на котором изображён Распятый Иисус. Образ Марии был окружён особым культом, о чём свидетельствовала дюжина или около того жертвоприношений. Менса (верхняя часть) алтаря была киворием. В дополнение к главному алтарю в церкви были два боковых с картинами святого Антония (с расписным изображением святого Николая) и Божией Матери (с нарисованной фигурой святого Антония). «…Образ святого Антония Печерского особенно почитаем…». Кроме того в протоколе посещения отмечено, что в храме было неопознанное количество икон (было идентифицировано только изображение святой Пракседы) и два креста для крестного хода. Иконостаса не было.
До 1797 года приход в Нареве функционировал в структурах униатской епархии Влодзимеж, в том же году он вместе со всем Бельским деканатом в Белянах подчинён созданной Супрасльскую епархию, где оставался до 1809 года, когда по решению императора Александра I территории Супрасльской епархии были включены в униатскую Бжецкую епархию. 2 мая 1823 года Наревский приход переведён из Виленской епархии в Брестскую. В 1828 году после реорганизации структур униатской церкви в Российской империи Наревский приход находился снова в Литовской епархии.
В 1811 году число верующих, посещавших храм, было оценено в 1158 человек. В 1816 году штат церкви включал священника, органиста, дьяка, пономаря и крепостного крестьянина.
В начале XIX века колокольня, примыкавшая к церкви и воздвигнутая вместе с ней, была серьёзно повреждена и нуждалась в ремонте. На колокольне было пять колоколов: самый старый отлит в 1758 году, другие два — в 1760 (в Гданьске) и 1813 годах.
В 1824 году во время шведского вторжения Наревский монастырь был окончательно разрушен. Старожилы Одрынок отмечали, что в начале XIX века ещё сохранялись очертания фундаментов монастырских построек.

## В православии
В 1827 году Иосиф (Семашко) (с 1833 года униатский епископ из Вильнюса, выступавший за присоединение униатов к православию) в качестве асессора униатской Духовной коллегии составил подробный мемориал, в котором дал инструкции о том, как работать над ассимиляцией униатской церкви с православной. В 1834 году Духовная Коллегия распорядилась ввести православные молитвенники и песенники и восстановить иконостасы. Однако до середины 1838 года большинство духовенства Белостокщины ещё не заявило в письменном виде о своей готовности присоединиться к Православной Церкви, более того было открытое противодействие этому. К лету 1838 года с таким заявлением выступили 20 униатских священнослужителей Белостокского деканата (большинство в мае). От них кардинально отличалось униатское духовенство Бельского деканата, бо́льшая часть которого отказалась давать прошения, ссылаясь на присягу верности папе. 29 июля 1837 года, поддержав священника Пасынковской приходской церкви, Бельского декана, протоиерея Адама Костыцевича, заявление подал священник Наревской церкви Францишек Лопушинский, вслед за которыми с 29 ноября 1837 года по 7 августа 1838 года прошения были поданы ещё 16 священниками.
Вместе с тем изменения в оформлении внутренней отделки униатских церквей начали происходить только после распада Униатского союза в 1839 году, но текли относительно медленно. Так, преемник священника Афанасия (Францишека) Лопушинского, священник Ян Белавский, обходя приходы в 1845 году, обнаружил, что Наревский храм ещё был без иконостаса. И этому было объяснение: верующие настолько привыкли к навязанному за почти 2,5 столетия «латинизированным» церковным инструментам и утвари, что даже после официального объединения Церкви в некоторых церквях оставались органы и иконы католических святых. В 1840 году во время посещения Ново-Березовского прихода Бельским благочинным, протоиереем Адамом Костыцевичем крестьяне едва не повесили его на колокольне за просьбы убрать орган из церкви.
Согласно Клировой ведомости 1846 года православная церковь и пресвитерия были построены на одной территории, другие строения были на улице Рыбацкой; два волока земли в городе и два участка за пределами города. В описании церкви также указывалось, что в её непосредственной близости находится дом приходского священника. Верующих насчитывалось 2244 человека в 282 домах: Нарев — 41 дом и 322 человека, Большие Тыневичи — 52 и 412, Малые Тыневичи — 33 и 291, Макувка — 21 и 172, Одринки — 11 и 90, Ванево — 9 и 76, Скаришево — 8 и 70, Горенщище — 2 и 10, Храбостувка — 17 117, Вацки — 24 и 190, Рыбаки — 11 и 84, Хайдаковская — 4 и 33, Доротинка — 16 и 114, Качалы −7 и 53, Лопухувка — 7 и 52, Заблочье — 8 и 70, Капитаншщицна — 8 и 77, Рахозы — 2 и 18, усадьба Ваньки — 1 и 3. В 1847 году число верующих в приходской церкви 2284 человека, церковь находилась в Бельском деканате Литовско-Вильнюсской епархии.
Согласно Клировой ведомости 1846 года кладбищенская деревянная часовня покрыта соломой, в ней проводятся только панихиды во время похорон. Торжественное освящение часовни на Наревском кладбище вместе с иконой Казанской Божьей Матери было совершено 22 октября 1853 года деканом Бельского избирательного округа отцом Афанасием Лопушинским.
Изменения, которые произошли во внешнем виде церкви, когда священник Ян Белавский отвечал за приход, отражены в описании, сделанным его преемником священником Антонии Новицки 1868-1873 годах при заложении и возведении иконостатса. Это было двухрядное сооружение. Благовещение и четыре евангелиста были представлены у царских ворот. В нижнем ряду иконостаса слева были иконы размером 142 x 71,2 см, представляющие Антония Пичерского, Александра Невского, Архангела Михаила (у северных диаконских ворот), Богородицу, Христа Спасителя, Святого. Симеона (у южных диаконских ворот) и Воздвижение Креста Господня. Изображения в верхнем ряду иконостаса были вдвое меньше. Это были иконы киевского митрополита и московских митрополитов: Иона Московского, Филиппа II, Алексия и Петра II, а также иконы мучеников Никандры и Стефана, Святых Кирилла и Мефодия, св. Сергия Радонежского и св. Митрофана Воронежского. В святилище церкви находился алтарный трон с антимином (шелковый шарф с изображением Христа). «Поверх него 10 вершков из оцинкованного посеребренного листа с эмалью. В середине Распятие Христа, сверху — изображение Бога-Отца, справа — Святой Ян Златоуст, слева — Богоматерь, внизу — Гора Голгофа…». На стене алтарной комнаты была икона Христа, молящегося в Гефсимании. Культ образа Божией Матери вместе с тем сохранился в Нареве, хотя в византийской традиции такой иконографический тип изображения Марии отсутствует. В 1885 году, когда на месте Потемкинской церкви был возведён новый храм, этот образ был тщательно восстановлен. Вторым особенно уважаемым изображением было изображение Антония Пичёрского. В церкви были также иконы Распятия, Рождества Господня, Божией Матери, Христа Спасителя и Святого Николая.
В 1882 году была построена новая деревянная церковь, которая была освящена 9 мая 1885 года, и по сегодняшний день является приходской церковью. Из сохранившейся древесины старой Наревской приходской церкви была сделана колокольня, простоявшая до 1993 года.
К 1897 году «Бельская приписная, бывшая монастырская, конца XVII [века постройки], деревянная» церковь числилась под номером 19 хронологического порядка дат сооружения православных церквей Брестско-Гродненских земель. Бельский Соборный приход был первым в городе и 217-й в регионе по численному составу причт и насчитывал 1896 прихожан, а по штату — по одному священнику, дьякону и поддъякону.
В 1901 году церковь находилась в Гродненской епархии. Число прихожан в 1905 году составляло 3098 человек из города Нарев и деревень Тыневичи, Скарышево, Рахозы, Ванево, Одрынка, Макувка, Лопуховка, Заблочувство, Дворотошковица, Дороготвинска, Рыбаки, Цымохи, Хайковшижна, Горондовшижна. Гимназия с 119 учениками, церковно-приходская школа с 80 учениками и народное училище со 133 учениками. Церковной земли 64 десятины.
В 1913 году вокруг приходской церкви был возведён каменный забор с въездными воротами.
Во время Первой мировой войны население прихода эвакуировалось вглубь России. В межвоенный период церковь в Нареве получила статус штатного прихода, который после возвращения священника, также обслуживал соседние церкви.

## Современность
Современная история подляшских приходов начинается с объявления автокефалии Польской Православной Церкви в 1924 году, Белостокщина была включена в Гродненскую епархию.
Во время и после Второй мировой войны большое количество прихожан вновь эвакуировалось в Советский Союз. Приходы Белостокского края сначала находились в ведении Московского Патриархата, а затем Белорусской Автокефальной Православной Церкви.
В 1944 году по поручению минского архиепископа церковь стала частью Варшавской и Бельской епархии, с 1960-х годов — частью Наревского благочиния.
В 1975 году в храме разместилась икона Скорбящей Богоматери XVIII века, копии чудесного изображения.
В 1985 году болезненным ударом по приходу в Нареве стала загадочная смерть её приходского священника протоиерея Петра Поплавского.
12 апреля 1990 года, в Великий четверг во время чтения 12-го Евангелия, в приходской церкви произошёл пожар, в результате которого был разрушен весь интерьер храма.
25 сентября 1994 года после реставрации (включая установку новых иконостаса и икон) церковь была освящена Митрополитом Василием. В том же году у приходской церкви была построена часовня с декоративным колодцем для забора воды. Кроме того на месте алтаря демонтированной в 1993 году кладбищенской церкви построена новая часовня для уважения места и в память предков.
Гордостью церкви является то, что четверо современных епископа родом с территории прихода: Архиепископ Варшавский и Митрополит всея Польши Василий (Дорошкевич из села Циси), архиепископ Вроцлавский и Щецинский Иеремия (Анхимюк из села Одрынки), архиепископ Люблинский и Холмский Абель (Поплавский из Нарева), епископ Белостокский и Гданьский Иаков (Костючук из Нарева).
В настоящее время настоятелем прихода и благочинным Наревского округа является митрофорный протоиерей Василий Рощенко, а викариатства — протоиерей Богумил Корнилюк. К приходу приписано около тысячи верующих.

## Архитектура
Церковь представляет собой деревянное здание, ориентированное по плану латинского креста на каменном и цементном фундаменте. Здание имеет конструкцию деревянного сруба и опалубки. Ширина трансепта равна ширине нефа. Крыша над нефом остроконечная, над алтарной комнатой — трёхсторонняя, над колокольней — четырёх- и восьмиэтажная. На пересечении нефа и бокового нефа есть купол, поддерживаемый барабаном, с многогранной крышей. Алтарная комната соединена с апсидой и двумя пастофориями. Две боковые комнаты примыкают к прямоугольному вестибюлю. Входы в здание — парадный и боковой неф — украшены портиком с шестью колоннами в каждой.
Храм, который почти идентичен по архитектуре, — Свято-Лукинская церковь в Домачево (Брестская область Беларуси).

## Приходские священники
? — 1727 — ? — отец Стефан Пшибытек
1782 — викарий Иоахим Пласкевич
1783—1814 — отец Ян Малишевский
1787—1789 — отец Антони Сосновский
1791 — викарий (?) Лещинский
1794—1796 — викарий Анджей Малишевский
1798 — викарий Ян Сзеринский
1806 — викарий Ян Мишкевич
1808—1813 — викарий Кайетан (Александрович)
1814 — викарий Антони Гловацкий
1815 — осень 1844 — отец Афанасий Лопушинский (ранее 1839 года одновременно приходской священник Бельской церкви Св. Николая и Бельский вице-декан, с 1840 года — Бельский декан и благочинный)
1845—1871 — отец Ян Белавский
11.02.1823 — 09.09.1881 — отец Антони Новицкий
23.09.1881 — †09.04.1883 — отец Антоний Кузьминский
1968—1985 — протоиерей Пётр Поплавский
1985—1991 — отец Теодор Веремеюк
1991 — н.в. — митрофорный протоиерей, благочинный Наревского округа Василий Рощенко

## Иллюстрации
- На открытке начала 1916 года
- Фотография притча с приходом, начало XX века
- Фотография начала XX века

- Вид слева, 10.09.2011
- Вид спереди, 16.05.2014
- Центральный вход с улицы, 10.09.2011
- Вид сзади, 10.09.2011